# Coeur de gosse
Coeur de gosse (La gloria della fede) è un film del 1938 diretto da George Pallu.
Quell'anno fu proiettato al The Squire Theater di New York, con il dialogo in francese e i sottotitoli in inglese.

## Trama
Una sarta che lavora presso una ricca famiglia francese, ha un figlio che si innamora della sarta. La sarta, che è molto religiosa, viene accusata dalla famiglia di aver commesso un furto.